# Jordy Nelson
Jordy Ray Nelson (Manhattan, 31 maggio 1985) è un ex giocatore di football americano statunitense che ha militato nel ruolo di wide receiver nella National Football League (NFL). Dal 2008 al 2017 ha giocato nel ruolo di wide receiver per i Green Bay Packers
Al college giocò a football per la Kansas State University venendo nominato All-American. Fu scelto nel corso del secondo giro del Draft NFL 2008 dai Packers.

## Carriera universitaria
Nelson iniziò a giocare coi Kansas State Wildcats come defensive back ma fu quasi subito spostato nel ruolo di ricevitore. Nel suo ultimo anno al college, Nelson fu uno dei migliori ricevitore della nazione e fu inserito tra gli All-American dopo aver ricevuto 122 passaggi per 1.606 yard ed 11 touchdown.

## Carriera professionistica

### Green Bay Packers

#### Stagione 2008
Il 26 aprile 2008, primo giorno del Draft NFL, Nelson fu scelto dai Green Bay Packers con la 5ª scelta del secondo giro (36º assoluta). Nelson fu il terzo ricevitore scelto nel draft. Egli segnò il suo primo touchdown su ricezione il 14 settembre 2008, su un passaggio da 29 yard dal quarterback Aaron Rodgers. La sua seconda ricezione da touchdown venne nella settimana 14 contro gli Houston Texans. Nelson terminò la sua annata da rookie con 33 ricezioni per 366 yards e 2 touchdown.

#### Stagione 2009
Nel 2009, Nelson giocò 13 partite per Packers, ricevendo 22 palloni per 320 yard e 2 touchdown. Egli inoltre si vide in azione come ritornatore dei punt.

#### Stagione 2010
Nella stagione 2010 stabilì i record in carriera per yard ricevute (582) e prese (45), segnando altri 2 touchdown su passaggio per il terzo anno consecutivo. Dopo l'infortunio di Aaron Rodgers contro i Detroit Lions il 12 dicembre 2010, fu rivelato che Nelson servì anche come terzo quarterback di emergenza per i Packers.
Nei playoff 2010-11, dopo che fornì ottime prestazioni contro Atlanta e Chicago, Nelson ricevette un passaggio da 29 yard trasformandolo in touchdown su una situazione di terzo&1 marcato da William Gay, aprendo le marcature nel Super Bowl XLV. Nel resto della partita, Nelson faticò e non segnò altri touchdown. Ad ogni modo, egli recuperò un passaggio corto all'inizio dell'ultimo quarto avanzando di 38 yard e arrivando sulla linea delle 2 yard degli Steelers. Nelson fu il miglior ricevitore della partita con 9 ricezioni per 140 yard (entrambi record in carriera), oltre ad aver guadagnato altre 19 yard su ritorno da un kick.. I Packers vinsero 31-25 su Pittsburgh e Nelson vinse il suo primo titolo NFL.

#### Stagione 2011

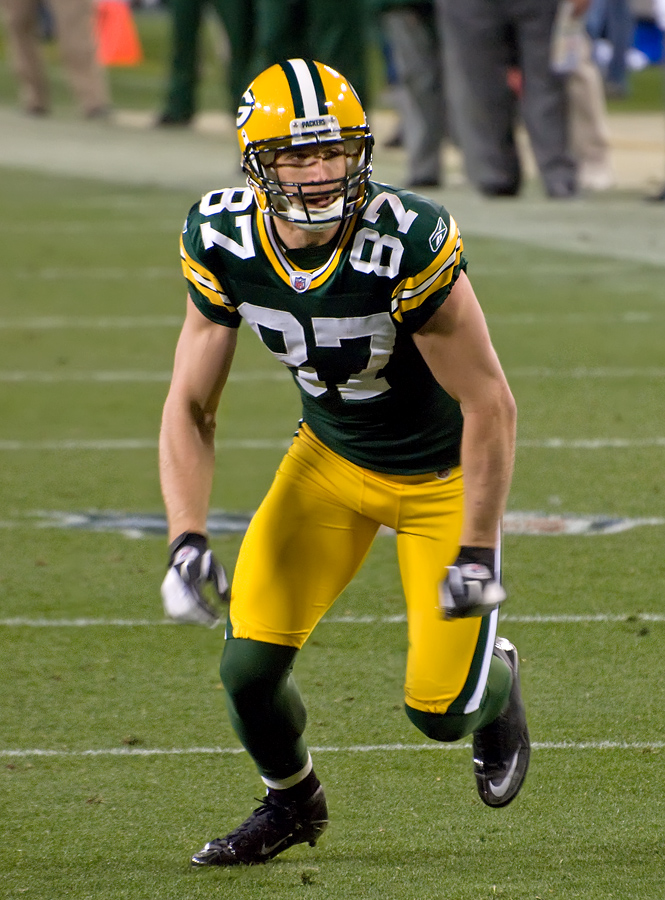
Nelson nel 2011.

Nella stagione 2011, dopo la prestazione al Super Bowl, il minutaggio e le cifre nelle statistiche di Jordy aumentarono sensibilmente. Egli la stagione regolare con i record in carriera di touchdown (15), ricezioni (68) e yard ricevute (1.263). Jordy ebbe tre ricezioni da TD nella gara finale della stagione contro i Detroit Lions, piazziandosi al terzo posto nella storia della franchigia per passaggi da TD segnati in una stagione dopo Sterling Sharpe (18) e Don Hutson (17). I Packers chiusero col miglior record della lega (15-1) ma furono eliminati subito dai New York Giants nel divisional round dei playoff. A fine stagione, Nelson fu votato all'80º posto nella NFL Top 100, l'annuale classifica dei migliori cento giocatori della stagione.

#### Stagione 2012
Il 13 settembre, nella seconda gara della stagione, Nelson guidò i Packers con 6 passaggi ricevuti per 84 yard nella vittoria contro gli storici rivali dei Chicago Bears. Nella settimana 4 i Packers superarono 28-27 i New Orleans Saints con Jordy che guidò ancora la squadra con 93 yard ricevute e un touchdown.
Nella settimana 6 Nelson disputò una partita strepitosa in cui segnò 3 touchdown e ricevette 121 yard coi Packers che sconfissero nettamente gli imbattuti Houston Texans. Nel turno successivo, Jordy giocò un'altra gara notevole coi Packers che superarono i St. Louis Rams ricevendo 122 yard e segnando un altro touchdown.
Nella settimana 12 Nelson segnò l'unico touchdown di Packers nella sconfitta contro i Giants, interrompendo una striscia di 5 vittorie consecutive.
Dopo aver perso diverse partite per infortunio, Nelson tornò nell'ultimo turno di campionato, ricevendo 87 yard e segnando un touchdown, coi Packers che furono sconfitti dai Minnesota Vikings, concludendo col terzo record della NFC e venendo costretti a giocare il turno delle wild card.

#### Stagione 2013
Per il secondo anno consecutivo i Packers persero al debutto contro i 49ers, con Nelson che ricevette 130 yard e un touchdown. La settimana successiva segnò altri due touchdown nella vittoria sui Washington Redskins. La quarta marcatura stagionale la segnò nella settimana 6 contro i Baltimore Ravens campioni in carica, in cui terminò con 113 yard ricevute, e la quinta la domenica seguente contro i Browns. Nella vittoria sui Vikings della settimana 8 guidò i Packers con 123 yard ricevute e segnò altre due marcature. Tornò a segnare nella settimana 15 in trasferta contro i Dallas Cowboys coi Packers che passarono da uno svantaggio di 26-3 alla fine del primo tempo alla vittoria in rimonta per 37-36. Fu la prima vittoria di Green Bay a Dallas dalla stagione 1989. La stagione regolare di Nelson terminò con i primati in carriera di ricezioni (85) e yard ricevute (1.314) giocando per la prima volta tutte le 16 gare come titolare.
Nel primo turno di playoff, i Packers al Lambeau Field disputarono una delle migliori prestazioni dell'anno ma furono infine sconfitti come l'anno precedente dai San Francisco 49ers. Nelson concluse quella gara guidando la sua squadra con 62 yard ricevute e 1 touchdown. A fine anno fu votato all'83º posto nella NFL Top 100.

#### Stagione 2014
Il 26 luglio 2014, Nelson firmò con i Packers un prolungamento contrattuale quadriennale del valore di 39 milioni di dollari. Nella settimana 2 trascinò i suoi a rimontare uno svantaggio di 18 punti contro i Jets ricevendo un record in carriera di 209 yard e segnando un touchdown. Tornò a segnare due settimane ricevendo due settimane dopo ricevendo 2 touchdown da Aaron Rodgers nella vittoria al Soldier Field di Chicago. Quattro giorni dopo segnò un touchdown da 66 yard nella vittoria del Thursday Night per 42-10 sui Vikings. Nel decimo turno, nella vittoria al Lambeau Field contro i Bears, guidò i suoi con 152 yard ricevute e con due touchdown arrivò a quota 8 in stagione. Andò a segno anche sette giorni nella vittoria 53-20 sugli Eagles. Fu la prima volta in 93 anni di storia che i Packers segnarono 50 punti in due gare consecutive. Nella settimana 13 segnò il suo decimo TD stagionale superando la marcatura diretta di Darrelle Revis nella vittoria in una sfida di alto profilo contro i Patriots. Altri due li mise a segno sei giorni dopo nel Monday Night vinto coi Falcons, oltre a 146 yard ricevute. Dopo una prestazione negativa nella sconfitta a sorpresa coi Buffalo Bills, si rifece nel penultimo turno vinto contro i Buccaneers in cui ricevette 113 yard e un touchdown, mentre Green Bay ottenne la matematica qualificazione ai playoff. La sua stagione si chiuse al secondo posto nella NFL per touchdown ricevuti (13) e al quarto per yard ricevute (1.593), venendo convocato per il primo Pro Bowl in carriera e inserito nel Second-team All-Pro.

#### Stagione 2015
Il 23 agosto, nella prima azione della seconda gara di pre-stagione contro gli Steelers, Nelson si ruppe il legamento crociato anteriore, venendo costretto a perdere l'intera annata.

#### Stagione 2016
Nelson tornò in campo l'11 settembre 2016 dopo il grave infortunio della stagione precedente, andando subito a segno nella vittoria in casa dei Jacksonville Jaguars del primo turno. La sua stagione regolare si chiuse guidando la NFL in touchdown su ricezione con 14, terminando con 97 ricezioni per 1.257 yard. Nei playoff, dopo una sola ricezione nel primo turno coi Giants, fu costretto a saltare il divisional round contro i Dallas Cowboys per un infortunio. Andò a segno nella finale di conference la settimana successiva ma Green Bay fu eliminata dagli Atlanta Falcons. Il 4 febbraio 2017, Nelson fu premiato con il Comeback Player of the Year Award, assegnato a un giocatore rialzatosi da un'annata particolarmente negativa.
Il 13 marzo 2018 Nelson fu svincolato dai Packers.

### Oakland Raiders
Il 15 marzo 2018 Nelson firmò con gli Oakland Raiders.

### Ritiro
Il 27 marzo 2019 Nelson annunciò il suo ritiro dall'NFL dopo 11 stagioni. Il 4 agosto 2019 firmò un contratto di un giorno con i Green Bay Packers per ritirarsi come giocatore della franchigia del Wisconsin.

## Palmarès

### Franchigia
- Super Bowl : 1

Green Bay Packers: Super Bowl XLV
- National Football Conference Championship: 1

Green Bay Packers: 2010

### Individuale
- Convocazioni al Pro Bowl: 1

2014
- Second-team All-Pro: 1

2014
- NFL Comeback Player of the Year Award: 1

2016
- Leader della NFL in touchdown su ricezione: 1

2016

## Statistiche
| Anno   | Squadra           | P   | PT | Ric | Yard  | Media | Max | TD | FUM |
| ------ | ----------------- | --- | -- | --- | ----- | ----- | --- | -- | --- |
| 2008   | Green Bay Packers | 16  | 2  | 33  | 366   | 11,1  | 29  | 2  | 0   |
| 2009   | Green Bay Packers | 13  | 0  | 22  | 320   | 14,5  | 51  | 2  | 4   |
| 2010   | Green Bay Packers | 16  | 4  | 45  | 582   | 12,9  | 80  | 2  | 6   |
| 2011   | Green Bay Packers | 16  | 9  | 68  | 1.263 | 18,6  | 93  | 15 | 0   |
| 2012   | Green Bay Packers | 12  | 10 | 49  | 745   | 15,2  | 73  | 7  | 0   |
| 2013   | Green Bay Packers | 16  | 16 | 85  | 1.314 | 15,5  | 76  | 8  | 0   |
| 2014   | Green Bay Packers | 16  | 16 | 98  | 1.519 | 15,5  | 80  | 13 | 0   |
| Totale | Totale            | 100 | 57 | 400 | 6.109 | 15,3  | 93  | 49 | 6   |